# 保羅·卡納瓦羅
保羅·卡納瓦羅（義大利語：Paolo Cannavaro，1981年6月26日—）是一位前意大利足球運動員，出生在那不勒斯。他的哥哥是前意大利国家足球队队长法比奧·卡納瓦羅。2014年由意甲勁旅拿玻里轉投薩斯索羅。現時為中超球會廣州恒大淘寶的助教。

## 職業生涯

### 拿坡里
卡納瓦羅成名於拿玻里，期間曾長時間擔任球隊隊長。

### 薩斯索羅
2014年初他被外借至同屬意甲的薩斯索羅，並於球季結束後正式加盟。2017年12月宣佈掛靴，前往兄長法比奧執教的中超球會廣州恒大淘寶擔任助教。

## 外部連結
- 保羅·卡納瓦羅的Instagram帳戶